# Лукачовце (округ Нітра)
Лукачовце (словац. Lukáčovce) — село, громада округу Нітра, Нітранський край. Кадастрова площа громади — 16.84 км².
Населення 1155 осіб (станом на 31 грудня 2018 року).

## Історія
Лукачовце згадується 1309 року.

## Населення
| Рік:            | 1994. | 2004.   | 2014.   | 2024.   |
| --------------- | ----- | ------- | ------- | ------- |
| Кількість осіб: | 1037  | 1084    | 1142    | 1168    |
| Різниця:        |       | +4,53 % | +5,35 % | +2,27 % |

| Рік:            | 2023. | 2024.   |
| --------------- | ----- | ------- |
| Кількість осіб: | 1164  | 1168    |
| Різниця:        |       | +0,34 % |